# Maserati 5000 GT
Maserati 5000 GT — спортивний автомобіль класу гран-турізмо в кузові купе італійської компанії Maserati.

## Опис

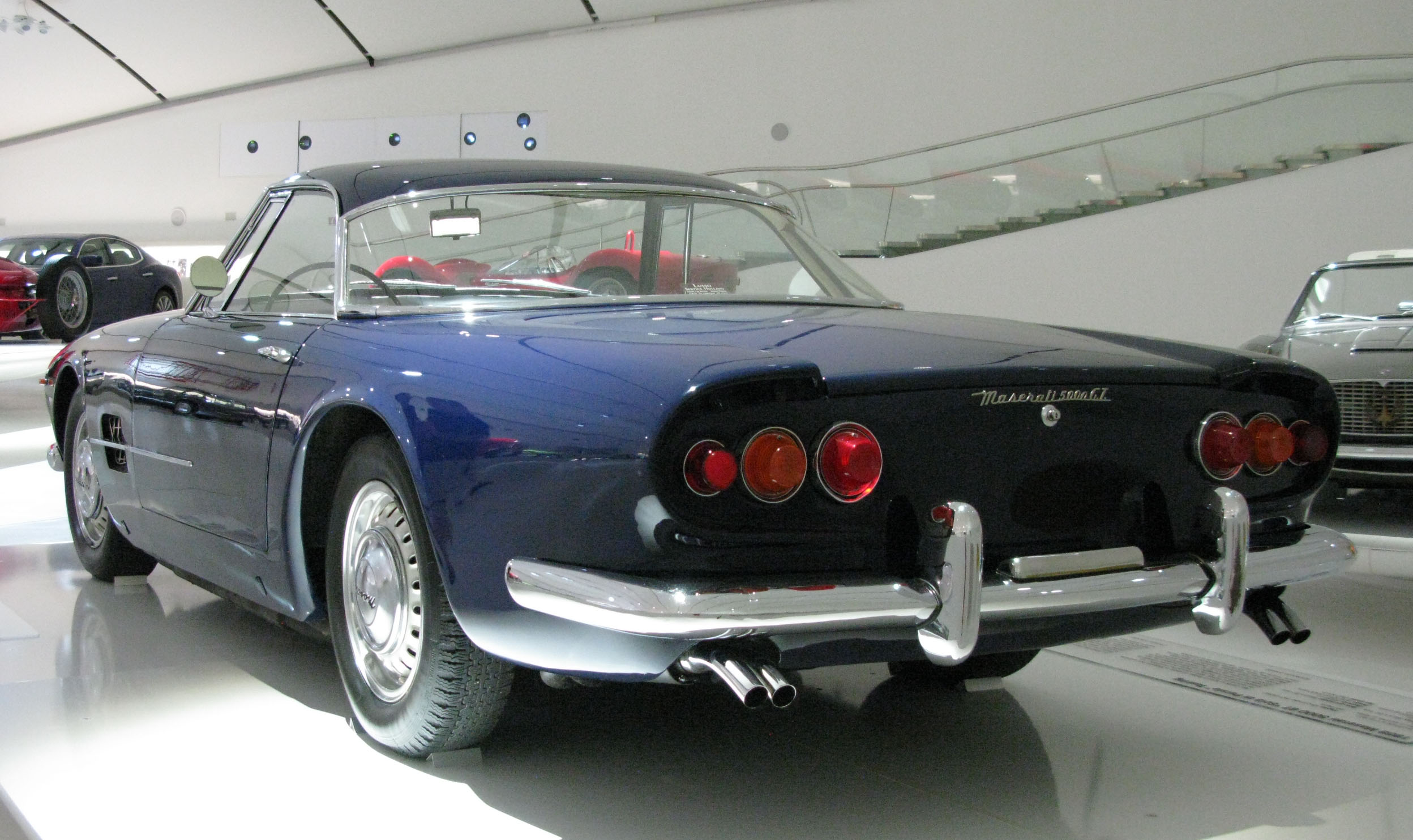
Maserati 5000 GT

Maserati 5000 GT випускався з 1959 по 1965 рік. Всього було вироблено тридцять два 2-дверних купе.
Перший автомобіль в серії Tipo 103, був замовлений перським шахом Мохаммедом Реза Пехлеві, який був вражений Maserati 3500 але хотів більш потужних двигун. Він доручив головному інженеру Maserati Giulio Alfieri використати трохи змінений 5-літровий двигун від гоночної Maserati 450S. За основу був узятий Maserati 3500. При виготовленні кузова автомобіля Carrozzeria Touring використовували надлегкі трубки і алюмінієвий корпус. Друга машина, також Touring, був представлений на автомобільний виставці Salone dell'automobile di Torino 1959 році.

## Технічні характеристики
Специфікації першого 5000 GT:

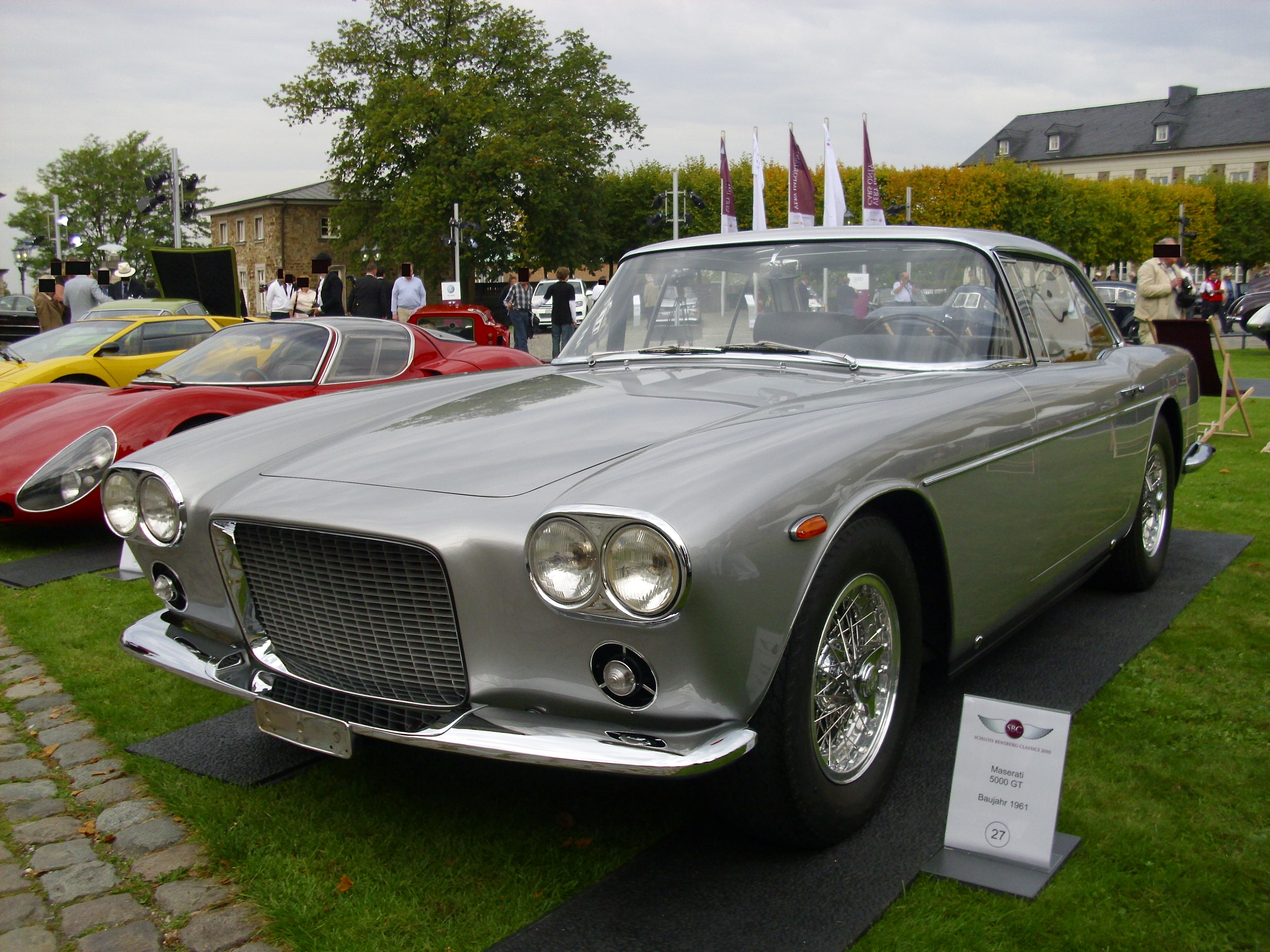
Maserati 5000 GT Pininfarina 1961

- Двигун від Maserati 450S V8, чотирьох клапанний, об'ємом — 4937,8 куб.см,
- Механічна система впорскування Лукас або чотири камерний карбюратор Вебер (325 к.с. при 5500 оборотах на хвилину),
- Механічна система запалювання Magneti-Marelli, подвійні свічки запалювання і подвійний паливний насос
- Коробка передач 4-ступінчаста ZF (пізніше 5-ступінчаста)

Передні гальма — дискові, задні барабани (пізніше всі — дискові)
У 1960 році двигун отримав деякі зміни: отримав об'єм 4940 см³ з великим ходом і меншим каналом для вприска палива; у новій конфігурації двигун мав потужність 340 к.с. Після першого автомобіля Touring, основним виробником кузова з 1960 року став Carrozzeria Allemano — були випущено 22 автомобіля, розроблених Giovanni Michelotti. Інші виробники були П'єтро Фруа (3), Carrozzeria Монтероза]] (2), Pininfarina (1), GIA (Sergio Sartorelli) (1), Джованні Микелотти (1), Bertone (Джорджетто Джуджаро) (1) і Carrozzeria Touring (більше 2).

## Покупці

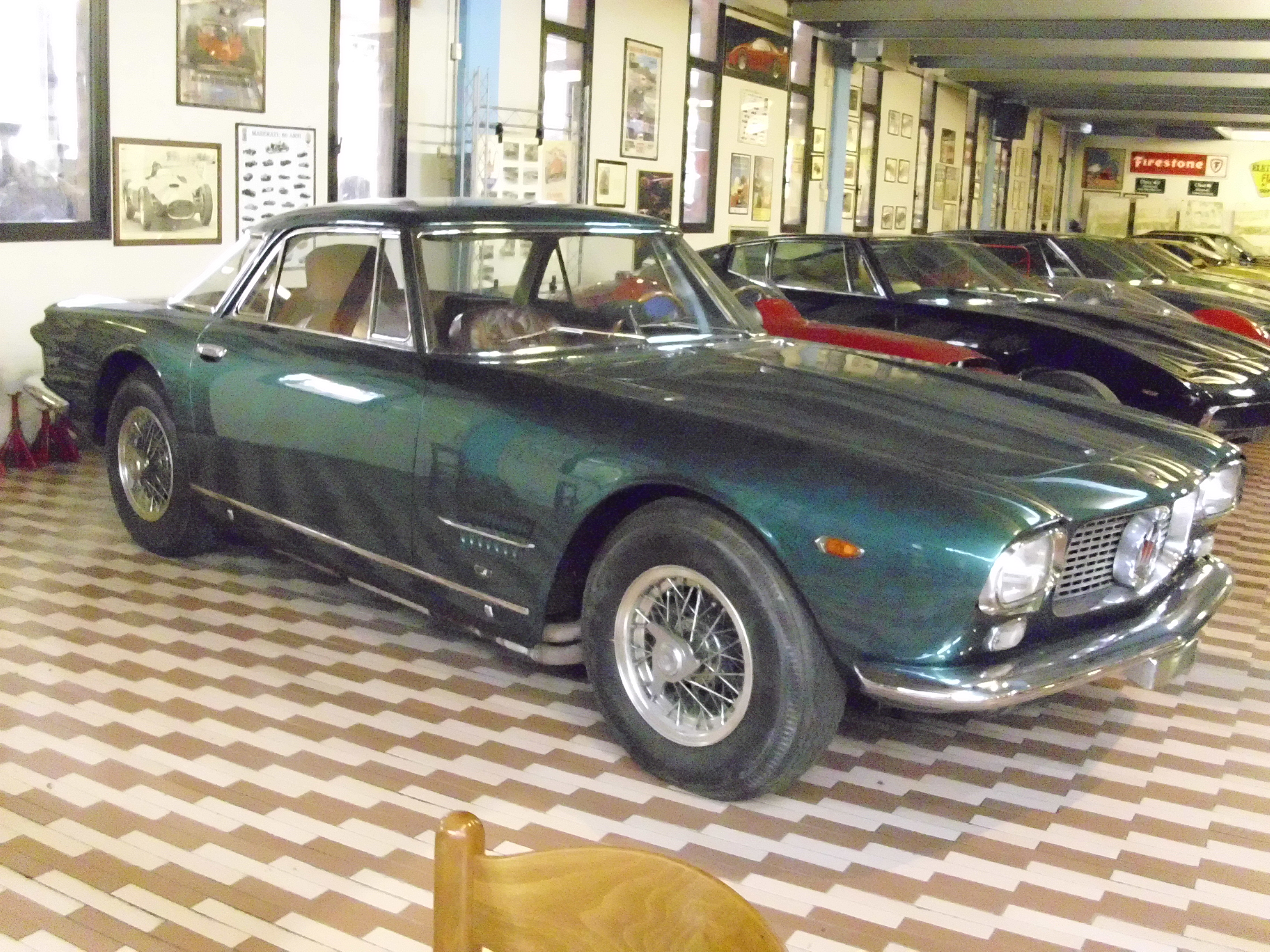
Кузов від Carrozzeria Allemano.

На той час ціна Maserati 5000 GT була близько $ 17 000 (вдвічі дорожче Maserati 3500). Автомобілі були побудовані за індивідуальними побажаннями покупців. Цей автомобіль придбало багато знаменитих людей у тому числі Ага Хана, італійський промисловець Джанні Аньєллі, спортсмен Бріггс Каннінгем, актор Стюарт Грейнджер, Фердінандо Инноченти (Ghia 5000 GT), Basil Read, Джузеппе Comola і президент Адольфо Лопес Матеос. З часом, деякі автомобілі були додані Альфредо Breners, який були виставлена на аукціон в 2003 році.